# Seydina Insa Wade
Pour les articles homonymes, voir Wade.
Seydina Insa Wade est un auteur compositeur interprète sénégalais né à Dakar, au Sénégal, le 13 septembre 1948 et mort le 9 mai 2012 dans la même ville.

## Biographie
Seydina Insa Wade est né et a grandi dans le quartier populaire de la Médina, à Dakar. Fils d’imam, il étudie le Coran, mais, à l’insu de sa famille, il devient contrebassiste d’un groupe du quartier, le Rio Sextet en 1964.
En 1966, Seydina Insa Wade participe au premier Festival mondial des Arts nègres : seul à la guitare, il impose un folk chanté en wolof. Il devient ensuite le guitariste du Negro Star, l’orchestre de Pape Seck, puis intègre le Tropical Jazz de Mady Konaté.
En 1968 Il est de plus orthographié avec un X, en hommage à Malcolm X.
En 1972 Il devient membre du groupe Le Sahel avec Cheikh Tidiane Tall (chef orchestre guitare et claviers) Idrissa Diop (chanteur et percussionniste) Djiguy Diabaté (batterie) Thierno Kouaté (Saxophone) Mbaye Fall (lead vocal) Willy Sakho (Bass)Jean trompette) Emmanuel Bata (trombone) Assane (percussionniste) quand Ndiouga Kébé, directeur du Sahel Club, décide de les engager. Ils enregistrent l’album Bamba, où les influences de jazz et de soul se mélangent aux percussions traditionnelles et posent les bases du mbalax
Seydina Insa Wade continue ensuite sa carrière en solo dans les clubs de Dakar avant d’embarquer en 1976 pour Paris, où il sort son premier 45 tours en solo : Tablo Ferraye, et, en 1977, son premier album : Gorgui.
Au cours des années suivantes, il alterne groupes et carrière solo, entre Dakar et Paris, avec par exemple le trio acoustique Tabala, fondé avec Idrissa Diop et Oumar Sow.
En 1985, l’album Yoff marque ses recherches de métissages entre tradition et modernité.
En 1988, à la mort du leader Abdoulaye Prosper Niang, Seydina Insa Wade rejoint le Xalam 2 devenu juste : Xalam depuis leur arrivée en France. Il restera 6 ans chanteur du groupe.
En parallèle d’expériences théâtrales, il poursuit sa carrière en duo avec la violoncelliste Hélène Billard, puis ce duo devient Wade Quartet en 2009 avec le percussionniste Gillian Mombo et le multi-instrumentiste Solen Imbeaud, persévérant dans les métissages acoustiques.

### Le poète engagé
Seydina Insa Wade a imposé le wolof dans la chanson populaire. Ses textes sont enracinés dans la tradition sénégalaise de par les thèmes (la sécheresse, la circoncision…) et les langues (wolof, mais aussi peul).
Mais il porte aussi un regard parfois révolté sur la société sénégalaise et ses travers (l’exploitation des domestiques, la tartufferie des religieux), et sur la politique de son pays (« Afrik » pleure Omar Blondin Diop, militant mort en prison pour son opposition au régime de Léopold Sédar Senghor). Il compose notamment en 2005 la musique du spectacle « elf la pompe Afrique » de Nicolas Lambert, où son chant dénonce les pratiques de la Françafrique.

### Le conteur
Par ailleurs Seydina Insa Wade a depuis son arrivée en France perpétué la tradition du griot, en participant à des ciné-contes avec Mamadou Diallo ainsi qu’à des spectacles pour enfants avec Hélène Billard.

## Discographie solo
- 1977 - Gorgui
- 1985 - Yoff
- 1990 - Hélène et Sidi
- 1994 - Yawaale
- 1996 - Libasse (Night and Day)
- 1998 - Mamadou
- 2004 - Xalima (avec Oumar Sow)
- 2010 - Reene
Seydina Insa Wade : auteur, compositeur, guitare, basse et voix ; Hélène Billard, Gaëlle Branthomme et Soizic Chevrant-Breton : violoncelles ; Solen Imbeaud : claviers ; Gillian Mombo : percussions ; Bertrand Aimar : violon ; Woze Kali : voix sur Elf, la pompe Afrique ; Jean-Pierre Rebillard : contrebasse
  - 1 - Bekkor (Seydina Insa Wade / Seydina Insa Wade)
  - 2 - Mbindaan (Seydina Insa Wade / Seydina Insa Wade)
  - 3 - Gént (Seydina Insa Wade / Seydina Insa Wade)
  - 4 - Alaaji (Seydina Insa Wade / Seydina Insa Wade)
  - 5 - Bal ba (Seydina Insa Wade / Seydina Insa Wade)
  - 6 - Coumba Ndoly Ndoly (Seydina Insa Wade / Seydina Insa Wade - Mounir Abdallah)
  - 7 - Mbokki mbaar (Seydina Insa Wade / Seydina Insa Wade)
  - 8 - Fama ré (Seydina Insa Wade / Seydina Insa Wade - Solen Imbeaud)
  - 9 - Elf, la pompe Afrique (Seydina Insa Wade / Seydina Insa Wade)
  - 10 - Le Mépris (Henri Guaino / Nicolas Sarkozy[6])
  - 11 - Suma mbeegel (Seydina Insa Wade / Seydina Insa Wade)
  - 12 - Waliyou (Seydina Insa Wade / Seydina Insa Wade)
  - 13 - Ngoné (Seydina Insa Wade / Seydina Insa Wade)

## Filmographie
- 1977 : compose la musique de Safrana ou le droit à la parole de Sidney Sokhona – Mauritanie
- 1997 : compose la musique de Dakar Blues, de David Pierre Fila – République du Congo
- 2003 : Xalima la plume, documentaire de Ousmane William Mbaye - Sénégal - consacré à Seydina Insa Wade. Prix du film documentaire Festival cinéma Africano - Milan 2004

## Théâtre
- 1998 – 2007 : coécrit avec Hélène Billard et participe à la pièce "L’île où se sont mariées les musiques".
- 2005 – 2009 : compose la musique et participe à la pièce "elf la pompe Afrique" de Nicolas Lambert.